# Gilgilçay (vattendrag)
Gilgilçay är ett vattendrag i Azerbajdzjan.   Det ligger i distriktet Siyəzən Rayonu, i den nordöstra delen av landet, 110 km nordväst om huvudstaden Baku.